# Lucia Rossi
Lucia Rossi (San Giustino, 8 settembre 1982) è un'attrice italiana.

## Biografia
Nata e cresciuta a Lama, frazione di San Giustino (PG), si trasferisce a Roma per studiare recitazione.
Dopo aver debuttato nel 2003 in teatro, nel 2008 è protagonista di un episodio della serie televisiva Distretto di Polizia 8. L'anno successivo recita nella serie televisiva La scelta di Laura, regia di Alessandro Piva, dove interpreta il ruolo di Beatrice. Nel 2010 ritorna sul piccolo schermo, diretta da Antonello Grimaldi, Due mamme di troppo, dove interpreta il ruolo di Marika.
Nel 2011 entra a far parte del cast, della seconda stagione, della serie televisiva R.I.S. Roma - Delitti imperfetti, con la regia di Francesco Miccichè, dove ha il ruolo da protagonista del sottotenente Bianca Proietti, interpretato anche nella stagione successiva, in onda nel 2012. Nello stesso anno debutta sul grande schermo con il film Ex - Amici come prima!, regia di Carlo Vanzina, a cui fanno seguito, tra gli altri: La patente, regia di Alessandro Palazzi, (2012), tratto da una novella di Luigi Pirandello, Tre tocchi, regia di Marco Risi, e Un ragazzo d'oro, regia di Pupi Avati (2014). Dal 18 gennaio 2024 ritorna sul grande schermo, di nuovo diretta da Marco Risi, nel film Il punto di rugiada.

## Filmografia

### Cinema
- Il bosco, regia di Massimo D'Orzi (2008)
- Ex - Amici come prima!!, regia di Carlo Vanzina (2011)
- La patente, regia di Alessandro Palazzi (2012)
- Un ragazzo d'oro, regia di Pupi Avati (2014)
- Tre tocchi, regia di Marco Risi (2014)
- Il punto di rugiada, regia di Marco Risi (2024)

### Televisione
- Crimini bianchi - Serie TV (2008)
- Distretto di Polizia 9 - Serie TV (2008 e 2009)
- La scelta di Laura  - Serie TV (2010)
- Due mamme di troppo, regia di Antonello Grimaldi - Film TV (2010)
- R.I.S. Roma - Delitti imperfetti - Serie TV (2011-2012)
- Squadra mobile  - Serie TV (2015)
- L'Aquila - Grandi speranze - Serie TV (2019)

### Cortometraggi
- Pazzo e Bella, regia Marcello di Noto (2017)
- Cabochon, regia Luca Rabotti (2019)
- Quando soffia il vento, regia Mauro Cerminara (2023)

## Teatro
- Le dissolute assolte, regia di Luca Gaeta
- Vite parallele, regia di Antonio Sebastian Nobili
- Shakespeare e Cervantes, regia di Stefano Reali
- Boston Marriage, regia di Marta Iacopini
- Musami o Vate alle colonne del vizio, regia di Mariaelena Masetti Zannini
- Posta prioritaria, regia di Marta Iacopini
- Alberto, Veronica e me, regia di Giuseppe Talarico
- La truffa, regia di Giuseppe Talarico
- Eroideide, regia di Mariaelena Masetti Zannini
- Psicomico Revolution, regia di Andrea De Rosa

## Pubblicità
- Pasta Garofalo, regia di Marcello di Noto (2017)
- EXPO, regia di Pupi Avati (2016)